# Torsten Nordström (samlare)
Torsten Nordström, född  1892 i Norrtälje, död  1951, var en svensk färghandlare och samlare.

## Biografi
Torsten Nordström växte upp i Norrtälje som son till Carl Axel Nordström (död 1922) och Julia Ekman. Fadern innehade Norrtäljes första färg-, tapet- och kemikalieaffär, vilken hade öppnats i den då nybyggda Nordströmska gården, ett tvåvåningars butiks- och bostadshus i hörnet av Lilla Brogatan och Tillfällegatan i Norrtälje. Torsten Nordström studerade på handelsskola i Uppsala och tog över firman efter faderns död. Han använde dock stor energi åt sin hobby att samla  vardagsföremål inom hemmets sfär och att ägna sig åt teater och smalfilmning. År 1949 avvecklade han sitt arbete i färgaffären och ägnade sig helt åt sitt samlande till sin död 1951. I sitt testamente hade han förordnat att en stiftelse skulle bildas och att alla föremål skulle bevaras och visas i ett nybildat museum.

## Nordströms museum
Samlingarna i Torsten Nordströms tidigare sexrumsvåning i Nordströmska huset, har sporadiskt visats under tidigare år, och började visas oftare från sommaren 2010. I samlingarna finns en stor mängd textilier, husgeråd och prydnadsföremål, bland annat 180 sidenschalar. Våningen har stått obebodd efter Torsten Nordströms död. 
Museet ägs och drivs av Axel, Julia och Torsten Nordströms stiftelse.